# Watertown (album)
Watertown (1970) è un album del crooner statunitense Frank Sinatra pubblicato dalla Reprise.

## Descrizione
Registrato nell'agosto e nell'ottobre 1969, a parere di numerosi critici, questo disco è diverso da qualsiasi altro di Sinatra: ciò è dovuto anche al cambiamento degli arrangiatori, Joe Scott e Charles Callelo. Le canzoni sembrano essere programmate fuori da uno schema narrativo, la registrazione è sporca e casalinga, ma può comunque attrarre l'ascoltatore. Le sue composizioni sono soprattutto monotone e tristi, e The Voice sembra molto più vecchio di che è in realtà (Frank era all'epoca cinquantaquattrenne). Ma visto che lui adorava le canzoni, come faceva di solito si immedesimava nei testi, facendo il disco di sua proprietà mentale. Rimane comunque il fatto che anche questo è un concept-album, basato su un unico argomento che in questo caso è la malinconia: Michael & Peter è una lettera straziante alla moglie separata sui figli che crescono, What A Funny Girl (You Used To Be) è un accalorato e triste ricordo e infine, She Says è una magnifica canzone-poesia che suggerisce che forse lei potrebbe tornare a casa. Comunque, alcuni critici che elaborano gli album con dovizia di particolari, affermano che qui c'è un Sinatra gratificante e maestoso.

## Tracce
Tutti i brani sono stati composti da Bob Gaudio e Jake Holmes.

### Part I
1. Watertown – 3:36
2. Goodbye (She Quietly Says)  – 3:06
3. For a While  – 3:09
4. Michael & Peter  – 5:10
5. I Would Be in Love (Anyway)  – 2:31

### Part II
1. Elizabeth  – 3:38
2. What a Funny Girl (You Used to Be)  – 3:00
3. What's Now Is Now  – 4:04
4. She Says  – 1:51
5. The Train  – 3:26

### Bonus track edizione CD
1. Lady Day – 2:47

## Curiosità
- La parte vocale dell'album fu registrata a parte perché Frank non aveva studiato abbastanza bene i testi e le musiche.

## Musicisti
- Frank Sinatra - voce
- Manny Green - primo violino
- Bob Gaudio - arrangiamenti (tracce 1, 3, 4, 6)
- Charles Callelo - direttore d'orchestra (tracce 1, 3, 4, 6) e arrangiamenti (tracce 1, 3, 4, 6)
- Joe Scott - direttore d'orchestra (tracce 2, 5, 8-10) e arrangiamenti (tracce 2, 5, 8-10)